# 1390 Abastumani
1390 Abastumani este o planetă minoră (asteroid), cu un diametru de 95,849 km, din centura de asteroizi. A fost descoperită pe 3 octombrie 1935 la Simeiizka observatoria⁠(d) de Pelageya Shajn⁠(d) și a fost numită după abast̕umani⁠(d). 
Obiectul prezintă o orbită caracterizată de o semiaxă mare de 3,4382973 UAi, o excentricitate de 0,02738, o înclinație de 19,92821 ° în raport cu ecliptica.